# Seget Vranjica
Seget Vranjica falu Horvátországban Split-Dalmácia megyében. Közigazgatásilag Segethez tartozik.

## Fekvése
Split központjától légvonalban 20, közúton 33 km-re, Trogir központjától 6 km-re nyugatra, községközpontjától 4 km-re délnyugatra, Dalmácia középső részén, a Vranjica-félszigeten fekszik.

## Története
Egykor kis halásztelepülés volt, 1857-ben 183, 1910-ben 141 lakossal. Az első világháború után rövid ideig az Olasz Királyság, ezután a Szerb-Horvát-Szlovén Királyság, majd Jugoszlávia része lett. A turizmus fejlődésével az elmúlt évtizedekben lakossága megkétszereződött. A település lakossága 2011-ben 1027 fő volt, akik mezőgazdaságból (oliva és szőlő), turizmusból élnek.

## Lakosság
| Lakosság változása | Lakosság változása | Lakosság változása | Lakosság változása | Lakosság változása | Lakosság változása | Lakosság változása | Lakosság változása | Lakosság változása | Lakosság változása | Lakosság változása | Lakosság változása | Lakosság változása | Lakosság változása | Lakosság változása | Lakosság változása |
| ------------------ | ------------------ | ------------------ | ------------------ | ------------------ | ------------------ | ------------------ | ------------------ | ------------------ | ------------------ | ------------------ | ------------------ | ------------------ | ------------------ | ------------------ | ------------------ |
| 1857               | 1869               | 1880               | 1890               | 1900               | 1910               | 1921               | 1931               | 1948               | 1953               | 1961               | 1971               | 1981               | 1991               | 2001               | 2011               |
| 183                | 0                  | 45                 | 66                 | 66                 | 141                | 0                  | 0                  | 416                | 419                | 369                | 360                | 409                | 592                | 1.023              | 1.027              |

(1991-ig Vranjica néven. 1869-ben, 1921-ben és 1931-ben lakosságát Seget Gornjihoz számították. 1910-ig település rész volt. 1857-től 1971-ig és 1991-ben megnövelve Vrsine egy részének adataival.)

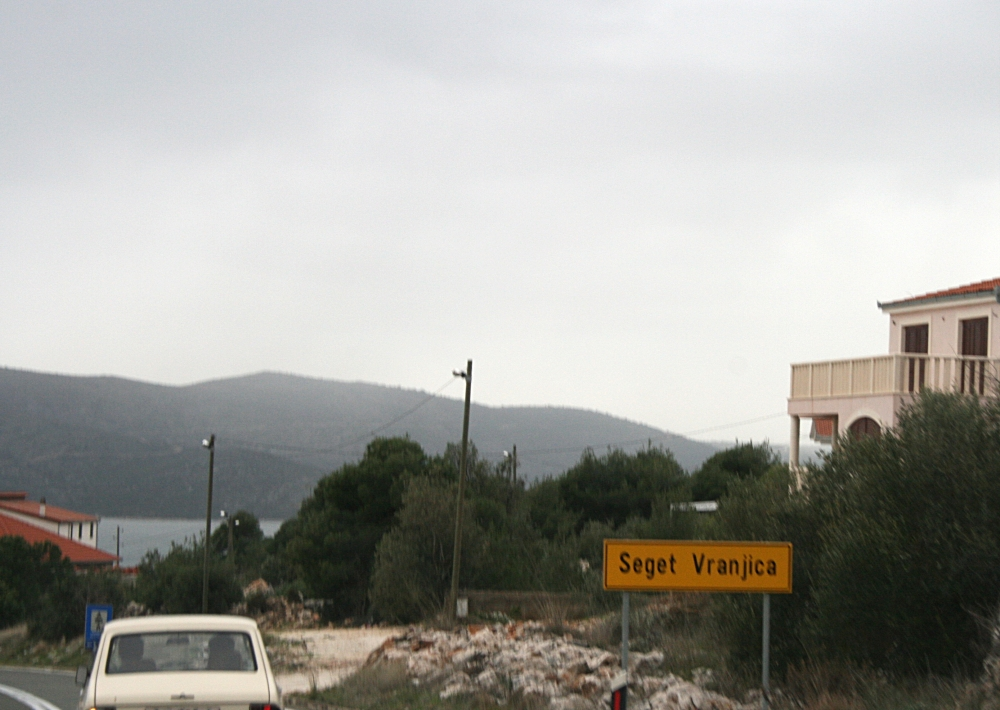
A település bejárata.

## Nevezetességei
- A Horvát vértanúk tiszteletére szentelt római katolikus temploma 1999 és 2002 között épült.
- Vranjica bővelkedik szép fekvésű, kavicsos strandokban, ahonnan szép kilátás nyílik a közeli Šolta és Drvenik-szigetre. Minden félőrában hajójárat indul a közeli Trogirra.